# Gil Ivo Leitão
Gil Ivo Leitão ( ?  —  Lisboa 1848), foi um tipógrafo português.

## Vida
Filho de Paulino Joaquim Leitão,  foi um compositor-tipógrafo português, responsável pela edição de As rimas do falecido capitão-tenente da armada, Paulino Joaquim Leitão, em 1844.
Faleceu em 1848 com 22 anos.